# 奥古斯特·尼尔松
奥古斯特·尼尔松（瑞典語：August Nilsson，1872年10月15日—1921年5月23日），瑞典男子田径、拔河运动员。他曾代表瑞典参加1900年夏季奥林匹克运动会拔河比赛，获得一枚金牌。